# Thuja occidentalis 'Teddy'
Thuja occidentalis 'Teddy' — карликовый сорт туи западной.
Используется, как декоративный кустарник.

## Характеристика сорта
Карликовый сорт с необычной для туи западной формой хвои.
В возрасте 10 высота растений 30—50 см. Побеги тонкие, густо расположенные, у молодых экземпляров покрыты игловидными листьями. У более взрослых экземпляров бывают побеги с чешуевидными листьями.
Листья игловидные, линейные, перекрёстно-парные, с выступающей средней жилкой на спинке, относительно мягкие, голубовато-зелёные. Устьичные полоски беловатые, расположены на обеих сторонах листа. Желёзки незаметны.

## В культуре
Рекомендуется высаживать в местах освещённых солнцем или в полутени.
Почва: хорошо дренированная, умеренно влажная.
Зоны морозостойкости (USDA-зоны): 5а.
Хвоя может «подгорать» весной.